# Ronde van Frankrijk 2010/Negentiende etappe
De negentiende etappe van de Ronde van Frankrijk 2010 was een individuele tijdrit die werd verreden op zaterdag 24 juli 2010 over een afstand van 52 km van Bordeaux naar Pauillac.

## Verloop
In de 19de etappe kwam de gele trui van Alberto Contador even in gevaar omdat zijn rivaal Andy Schleck in het eerste deel van de tijdrit virtueel enkele seconden had goed gemaakt van zijn 8 seconden achterstand. Schleck moest zijn bliksemstart echter bekopen en kwam uiteindelijk ruim een halve minuut tekort om de gele trui over te nemen. De ploeg van de Rabobank kende een erg succesvolle dag. Mensjov nam de derde plek over van Samuel Sánchez, Robert Gesink verdedigde z'n zesde plek met succes en Koos Moerenhout en Maarten Tjallingii eindigden respectievelijk op de 6e en 8e plaats. Fabian Cancellara won de tijdrit waarbij alleen Tony Martin nog enigszins bij hem in de buurt wist te blijven.

### Tussentijden
| Tussentijd Le Pian-Médoc na 18 km |                   |           |
| Plaats                            | Naam              | tijd      |
| Winnaar                           | Tony Martin       | 21'39"    |
| 2                                 | Fabian Cancellara | op 00'09" |
| 3                                 | Bradley Wiggins   | op 00'31" |

| Tussentijd Acrins-en-Médoc na 36,5 km |                   |           |
| Plaats                                | Naam              | tijd      |
| Winnaar                               | Fabian Cancellara | 43'01"    |
| 2                                     | Tony Martin       | op 00'09" |
| 3                                     | Bert Grabsch      | op 01'12" |

| Tussentijd Beychevelle na 45,4 km |                   |           |
| Plaats                            | Naam              | tijd      |
| Winnaar                           | Fabian Cancellara | 53'40"    |
| 2                                 | Tony Martin       | op 00'09" |
| 3                                 | Bert Grabsch      | op 01'27" |

## Rituitslag
| Plaats  | Naam                | Ploeg            | Tijd      |
| ------- | ------------------- | ---------------- | --------- |
| Winnaar | Fabian Cancellara   | Team Saxo Bank   | 1u00'56"  |
| 2       | Tony Martin         | Team Columbia    | op 00'17" |
| 3       | Bert Grabsch        | Team Columbia    | op 01'48" |
| 4       | Ignatas Konovalovas | Cervélo          | op 02'34" |
| 5       | David Zabriskie     | Team Garmin      | op 03'00" |
| 6       | Koos Moerenhout     | Rabobank         | 03'03"    |
| 7       | Vasil Kiryjenka     | Caisse d'Epargne | op 03'10" |
| 8       | Maarten Tjallingii  | Rabobank         | op 03'21" |
| 9       | Bradley Wiggins     | Team Sky         | op 03'33" |
| 10      | Geraint Thomas      | Team Sky         | op 03'38  |
|         |                     |                  |           |
| 14      | Maxime Monfort      | Team Columbia    | op 04'14" |

## Algemeen klassement
| Plaats    | Naam                  | Ploeg              | Tijd      |
| --------- | --------------------- | ------------------ | --------- |
| Gele trui | Alberto Contador      | Astana             | 89u16'27" |
| 2         | Andy Schleck          | Team Saxo Bank     | op 00'39" |
| 3         | Denis Menchov         | Rabobank           | op 02'01" |
| 4         | Samuel Sánchez        | Euskaltel-Euskadi  | op 03'40  |
| 5         | Jurgen Van den Broeck | Omega Pharma-Lotto | op 06'54" |
| 6         | Robert Gesink         | Rabobank           | op 09'31" |
| 7         | Ryder Hesjedal        | Team Garmin        | op 10'15" |
| 8         | Joaquím Rodríguez     | Katjoesja          | op 11'37" |
| 9         | Roman Kreuziger       | Liquigas-Doimo     | op 11'54" |
| 10        | Chris Horner          | Team RadioShack    | op 12'02" |

## Nevenklassementen

### Puntenklassement
| Plaats      | Naam                | Ploeg               | Punten |
| ----------- | ------------------- | ------------------- | ------ |
| Groene trui | Alessandro Petacchi | Lampre-Farnese Vini | 213    |
| 2           | Thor Hushovd        | Cervélo             | 203    |
| 3           | Mark Cavendish      | Team HTC-Columbia   | 197    |
|             |                     |                     |        |
| 13          | Jürgen Roelandts    | Omega Pharma-Lotto  | 100    |
| 28          | Robert Gesink       | Rabobank            | 54     |

### Bergklassement
| Plaats        | Naam              | Ploeg                 | Punten |
| ------------- | ----------------- | --------------------- | ------ |
| Bolletjestrui | Anthony Charteau  | Bbox Bouygues Télécom | 143    |
| 2             | Christophe Moreau | Caisse d'Epargne      | 128    |
| 3             | Andy Schleck      | Team Saxo Bank        | 116    |
|               |                   |                       |        |
| 12            | Mario Aerts       | Omega Pharma-Lotto    | 65     |
| 13            | Robert Gesink     | Rabobank              | 62     |

### Jongerenklassement
| Plaats     | Naam             | Ploeg              | Tijd        |
| ---------- | ---------------- | ------------------ | ----------- |
| Witte trui | Andy Schleck     | Team Saxo Bank     | 89u17'06"   |
| 2          | Robert Gesink    | Rabobank           | op 08'52"   |
| 3          | Roman Kreuziger  | Liquigas-Doimo     | op 11'15"   |
|            |                  |                    |             |
| 11         | Francis De Greef | Omega Pharma-Lotto | op 2u11'43" |

### Ploegenklassement
| Plaats | Ploeg            | Tijd       |
| ------ | ---------------- | ---------- |
| 1      | Team RadioShack  | 267u55'00" |
| 2      | Caisse d'Epargne | op 09'15"  |
| 3      | Rabobank         | op 27'49"  |